# Barsac (AOC)
Pour les articles homonymes, voir Barsac.
Le barsac est un vin liquoreux français d'appellation d'origine contrôlée produit dans le Sauternais, une des subdivisions du vignoble de Bordeaux.
L'aire de production de l'appellation est composée exclusivement de la commune de Barsac, située près de Sauternes, sur la rive gauche de la rivière Ciron.

## Historique
Les historiens attribuent la production de vins blancs doux et alcoolisés en France à l'influence des négociants hollandais au XVIIe siècle : la guerre de Trente Ans ayant ravagé le vignoble rhénan, ils favorisèrent le développement d'un vignoble d'exportation dans le Sauternais, à Bergerac et en Anjou.
Si la sélection des grappes par tries est ancienne, l'emploi de baies touchées par la pourriture noble (le Botrytis cinerea) pour augmenter la concentration en sucre n'est mentionné qu'à la fin du XVIIIe siècle, peut-être imité de pratiques de la Rhénanie (l'actuel Trockenbeerenauslese) et de Hongrie (le tokay). Une légende locale raconte qu'un propriétaire (le négociant Focke en 1836 à La Tour Blanche, ou le marquis de Lur-Saluces en 1847 à Yquem) rentra en retard pour superviser ses vendanges ; trouvant le raisin trop mûr, il décida néanmoins de le récolter en dépit de l'aspect pourri des raisins : bien lui en prit puisqu'il découvrit l'apport aux arômes du vin.
L'appellation est officiellement reconnue par un décret du 11 septembre 1936 (publié en même temps que les décrets du loupiac, du cérons, du sainte-croix-du-mont et du sauternes). Les producteurs de la commune de Barsac ont alors obtenu que leurs vins puissent porter le nom de barsac, tout en ayant droit à l’appellation sauternes. Le cahier des charges a été successivement modifié en septembre 2009, en octobre 2011, en juin 2014, en juillet 2016 et en octobre 2021.

## Vignoble
L'aire d'appellation se limite à la commune de Barsac, au nord de Sauternes, à l'exclusion des rives gorgées d'eau de la Garonne (au nord-est), du Ciron (au sud-est) et du ruisseau de Saint-Cricq (au nord-ouest).
Selon les Douanes, la superficie revendiquée en 2023 sous l'appellation est de 333 hectares.

### Climatologie
C'est un climat tempéré de type océanique, assez chaud pour permettre la culture de la vigne même sur terrain plat. La pluviométrie est répartie de manière assez homogène tout au long de l'année avec des automnes plutôt pluvieux. Les températures donnent des hivers assez doux et des étés relativement chauds.
Les relevés de la station météorologique de Sauternes (à 65 mètres d'altitude, 44° 32′ 40″ N, 0° 19′ 37″ O, juste à côté du château d'Yquem) sont représentatifs du climat de la Gironde.
| Mois                              | jan. | fév. | mars | avril | mai  | juin | jui. | août | sep. | oct. | nov. | déc. | année |
| --------------------------------- | ---- | ---- | ---- | ----- | ---- | ---- | ---- | ---- | ---- | ---- | ---- | ---- | ----- |
| Température minimale moyenne (°C) | 3    | 2,9  | 5,2  | 7,3   | 10,8 | 13,9 | 15,6 | 15,6 | 12,5 | 9,9  | 5,9  | 3,6  | 8,9   |
| Température moyenne (°C)          | 6,5  | 7,3  | 10,4 | 12,8  | 16,5 | 19,7 | 21,5 | 21,7 | 18,4 | 14,8 | 9,8  | 7    | 13,9  |
| Température maximale moyenne (°C) | 10   | 11,7 | 15,5 | 18,2  | 22,2 | 25,5 | 27,5 | 27,8 | 24,3 | 19,7 | 13,7 | 10,4 | 18,9  |
| Précipitations (mm)               | 80,2 | 58,9 | 60,2 | 80,1  | 74,5 | 67,4 | 50,9 | 65,3 | 65   | 71,8 | 97,8 | 87,5 | 859,6 |

| Diagramme climatique                                  |             |             |             |              |              |              |              |            |             |             |             |
| J                                                     | F           | M           | A           | M            | J            | J            | A            | S          | O           | N           | D           |
| 10380,2                                               | 11,72,958,9 | 15,55,260,2 | 18,27,380,1 | 22,210,874,5 | 25,513,967,4 | 27,515,650,9 | 27,815,665,3 | 24,312,565 | 19,79,971,8 | 13,75,997,8 | 10,43,687,5 |
| Moyennes : • Temp. maxi et mini °C • Précipitation mm |             |             |             |              |              |              |              |            |             |             |             |

### Géologie
Le vignoble de Barsac est posé sur du calcaire à Astéries, très largement couvert par des dépôts d'alluvions formant des terrasses aux pentes faibles. Au bord de la Garonne quelques parcelles sont plantées sur des alluvions post-Würm dits « argiles des palus », mais le vignoble commence sur la basse-terrasse (entre la D 113 et la voie ferrée) datant du Riss (Pléistocène moyen), avec le calcaire à douze mètres en dessous (+12 NGF).
Sur la partie méridionale de Barsac et le long des rives du Ciron, l'érosion fait affleurer le calcaire à Astéries et à Archiacines désignés localement « calcaire de Saint-Macaire » datant du Stampien (Oligocène supérieur), recouvert d'une fine couche de limon et de sable,.

### Environnement
La présence de la Garonne est constante à Barsac. Au confluent du Ciron se trouve le port de Barsac, avec les ombrages des frênes et des peupliers où l'on venait danser le dimanche sur la piste cimentée de la maison Gay sur des airs de valses musette. Mais la Garonne, habituellement à plus de deux kilomètres de l'église est capable de sortir de son lit et d'inonder pratiquement la moitié du territoire de la commune. Tout ce territoire donne un vin différent des graves, le vin de palus transformé par les alluvions déposées.
Sur la rive droite, le château du Cros domine Barsac et, plus loin, la forêt des Landes. À quelque distance en amont, le clocher de Sainte-Croix-du-Mont, autre vignoble de vins liquoreux célèbre, émerge des arbres, qui déjà annoncent les pentes de Malagar, le château de François Mauriac, vers Verdelais. En aval, les coteaux de Montprimblanc, Loupiac et Cadillac alignent leurs rangs de vigne exposés plein sud.

### Encépagement

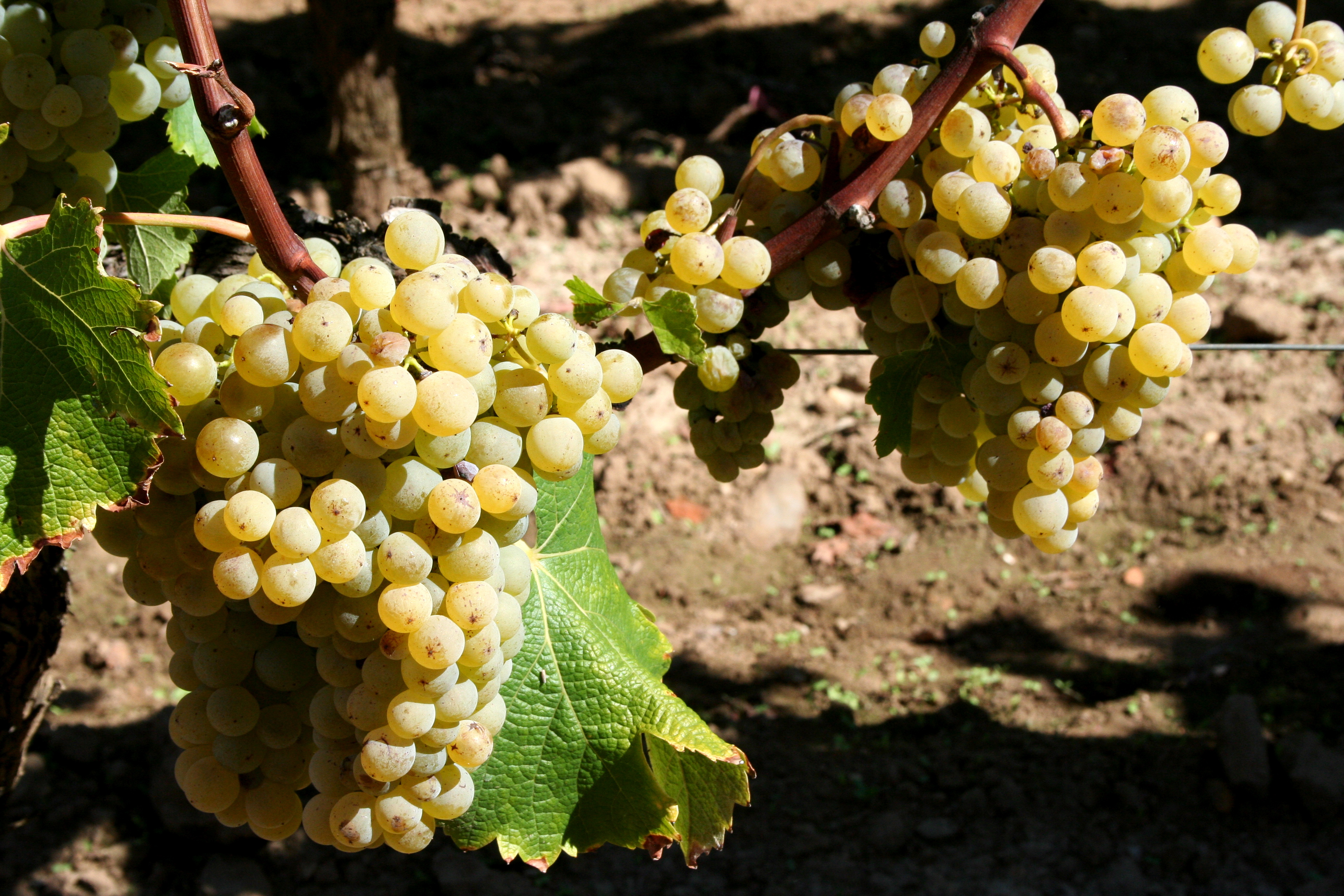
Des grappes de sémillon en septembre (au Château Doisy-Védrines).

Les cépages autorisés par le cahier des charges sont la muscadelle B, le sauvignon B, le sauvignon gris G et le sémillon B. Dans la pratique, il s'agit essentiellement de sémillon et de sauvignon.
Le sémillon B (appelé « sémillon roux » ou « gros sémillon ») est productif (il faut limiter son rendement) mais sensible à l'oïdium et au mildiou ; il donne des blancs secs peu fruités et manquant d'acidité, mais surtout ses grosses baies ont une peau épaisse accueillant bien la pourriture noble (elles n'éclatent pas), d'où son emploi pour faire des vins sucrés, alcoolisés et « gras ». C'est le cépage dominant pour faire des vins liquoreux dans le Sauternais et dans le vignoble de Bergerac (il est aussi beaucoup utilisé en Australie, notamment dans la région de l'Hunter).
Le sauvignon B est un cépage productif ; il est la base des bordeaux blancs secs, donnant des vins un peu fruités (quand ils sont jeunes), mais il apporte aussi de l'acidité (de la « vivacité ») nécessaire aux liquoreux.
La muscadelle B (appelé « angelico » ou « muscade » à Sauternes) est sensible aux maladies, mais apporte à l'assemblage des notes aromatiques (fruits exotiques quand ils sont jeunes), d'où sa présence très minoritaire dans les vins liquoreux.

### Vendanges
Les vendanges commencent tard dans la saison, à partir de la mi-septembre (c'est fin août pour le bordeaux blanc), et s'étalent sur le mois d'octobre, pouvant durer jusqu'en début novembre certaines années (la pluie dilue le sucre). Les raisins sont cueillis très mûrs, jusqu'à être atteints par la fameuse « pourriture noble » (en surmâturité) favorisée par les brouillards nocturne et matinaux de la Garonne et du Ciron en automne. Le Sauternais est une des rares régions au monde qui recherchent le développement de cette pourriture grâce à l'action du Botrytis cinerea, autorisant ainsi l'élaboration de vins naturellement liquoreux. Il en modifie la matière, chimiquement et aromatiquement : la peau des baies sur-mûries devient alors violacée et leur pulpe se transforme en confiture dorée.
Les raisins doivent contenir un minimum de 221 grammes de sucre par litre (il est de 170 g/l pour un bordeaux blanc), avec un titre alcoométrique volumique naturel minimum de 15 % (10 % pour un bordeaux blanc). Les vendanges doivent se faire obligatoirement à la main, par tries successives (entre trois et six passages) c'est-à-dire en choisissant les grains : une partie est donc perdue. Le rendement maximum autorisé par le cahier des charges est de 25 hectolitres par hectare, avec comme rendement butoir 28 hl/ha (les mêmes que pour le sauternes). Le rendement réel moyen a été en 2023 de 12 hl/ha.
Les rendements moyens déclarés récemment sont :
| Année | Superficie (ha) | Production (hl) | Rendement (hl/ha) |
| ----- | --------------- | --------------- | ----------------- |
| 2017  | 387             | 3 456           | 9                 |
| 2018  | 359             | 5 823           | 16                |
| 2019  | 344             | 4 760           | 13                |
| 2020  | 338             | 3 917           | 12                |
| 2021  | 367             | 554             | 2                 |
| 2022  | 356             | 4 889           | 14                |
| 2023  | 333             | 4 144           | 12                |
| 2024  | 340             | 4 027           | 12                |

## Vins

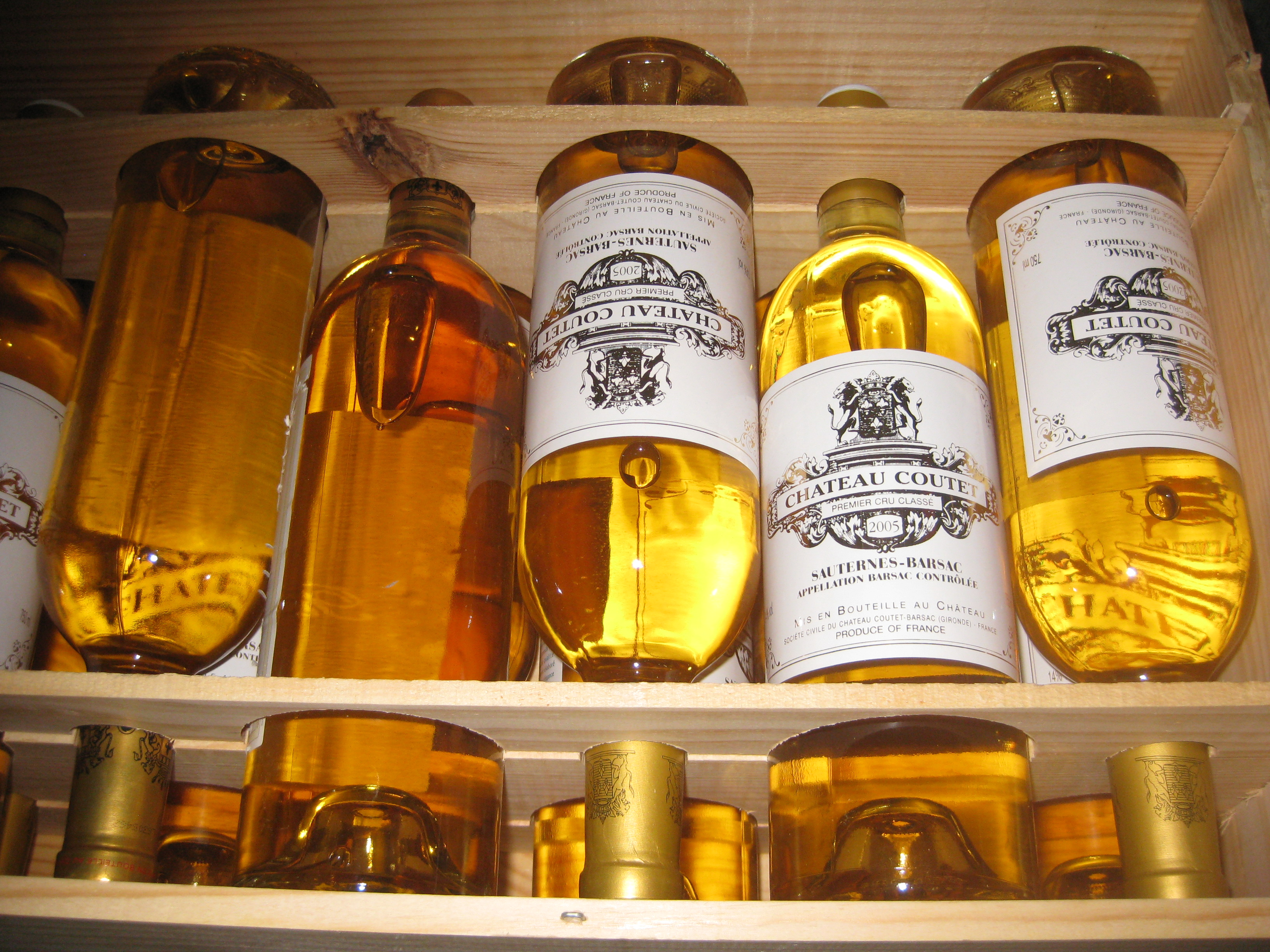
Caisse de douze château Coutet 2005, portant Sauternes-Barsac – appellation barsac contrôlée.

La production déclarée en 2023 sous l'appellation barsac a été d'un total de 4 144 hectolitres (un hectolitre = 100 litres = 133 bouteilles de 75 cl). Le volume produit dépend du millésime, mais il est plutôt à la baisse ; exemple pour 2005, avec alors 9 799 hl de barsac. Les propriétaires de Barsac ayant le droit d'utiliser autant l'appellation barsac que celle sauternes, une partie non négligeable de leurs vins est étiquetée sous ce second nom, plus réputé.

### Vinification
Le pressurage des récoltes atteintes par la pourriture est délicat car le jus est visqueux, dégageant un nuage de spores. La vinification se poursuit comme pour tous les vins blancs, mais avec beaucoup plus de sucre. les levures se nourrissent du sucre et produisent de l'alcool, un déchet pour elles : lorsque la fermentation dépasse le titre alcoométrique de 14 à 16 % vol., les levures s'auto-empoisonnent. La fermentation cesse en conservant des sucres résiduels. Pour des raisons de commodité de travail au chai et de maîtrise de la quantité de sucres résiduels, le vinificateur peut aussi provoquer la fin de la fermentation alcoolique ; il dispose d'installation de réfrigération (anesthésiant puis tuant les levures), de systèmes de filtration (ôtant les levures du vin) ou du dioxyde de soufre (tuant les levures).

### Gastronomie
À la dégustation, le barsac jeune a une belle robe couleur dorée ; avec l'âge il fonce, devenant couleur d'ambre. Le nez caractéristique sur la jeunesse rappelle les fruits exotiques confits, l'abricot sec et la vanille ; le vieux barsac développe des notes plus épicées, d'anis, de cire d'abeille, voire de rancio. Le barsac est long en bouche, avec du gras (variable en fonction de l'année).
C'est un vin liquoreux, donc souvent considéré comme un vin de dessert (accompagnant une salade de fruits, une charlotte, une tarte à l'ananas ou une crème brûlée), mais il peut très bien accompagner en entrée un foie gras, pour poursuivre avec un poulet rôti, de la lotte safranée à l'orange, un fromage à pâte persillée (comme du roquefort) ou, tout simplement, quelques noix et du pain. Il doit être servi frais (8 à 9 °C), mais non frappé.

### Liste de producteurs
La liste ci-dessous regroupe les producteurs de la commune de Barsac, dont beaucoup étiquettent leurs vins sous l'appellation sauternes. Dix propriétés ont été comprises dans la classification officielle des vins de Bordeaux de 1855 :
- en premiers crus :
  - Château Coutet ;
  - Château Climens ;
- en seconds crus :
  - Château de Myrat ;
  - Château Doisy Daëne ;
  - Château Doisy-Dubroca ;
  - Château Doisy-Védrines ;
  - Château Broustet ;
  - Château Nairac ;
  - Château Caillou ;
  - Château Suau.

Autres producteurs :
- Château Bousclas
- Château Calcis
- Château Closiot
- Château d'Anna
- Château de Rolland
- Château Destanque
- Château du Roc
- Château Dudon
- Château Gravas
- Château Grillon
- Château Guiteronde
- Château Haut Mayne
- Château Jany
- Château La Rouade
- Château La Clotte-Cazalis
- Château Lapinesse
- Château Le Mayne
- Château Liot
- Château Massereau
- Château Mathalin
- Château Menota
- Château Mont Joye
- Château Pascaud-Villefranche
- Château Pernaud
- Château Piada
- Château Piot David
- Château Roumieu
- Château Roûmieu-Lacoste
- Château Saint-Marc
- Château Simon
- Château Tucau
- Château Villefranche
- Clos Linda
- Cru Barrejats
- domaine le Benaudin
- Les vignes de Camperos
- Vignobles du Hayot :
  - Château Andoyse du Hayot
  - Château Guiteronde du Hayot
  - Château Camperose du Hayot
  - Château Pebayle du Hayot

### Hiérarchie des prix
Le prix de vente des vignes ayant droit aux appellations barsac et sauternes est officiellement en 2023 de 28 000 euros l'hectare en moyenne (variant entre 15 000 et 150 000 €), soit des prix semblables à l'appellation voisine graves (en blanc comme en rouge) et plus que pour l'appellation générique bordeaux blanc qui est à une moyenne de 12 000 € (de 4 000 à 18 000 €).
Pour une comparaison entre les appellations, on peut aussi prendre les prix pratiqués en vrac (en € pour une tonneau de 900 litres) officiellement pour le calcul des fermages en 2023, qui fournissent une hiérarchie des vins sucrés du Bordelais :
- 1 098 € (122 €/hl) pour du côtes-de-bordeaux-saint-macaire (moelleux) ;
- 1 282,5 € (142,5 €/hl) pour du cadillac ou du premières-côtes-de-bordeaux (moelleux) ;
- 1 928 € (214 €/hl) pour du graves-supérieures (moelleux) ou du cérons ;
- 2 230 € (248 €/hl) pour du sainte-croix-du-mont ;
- 2 419 € (269 €/hl) pour du loupiac ;
- 5 732,5 € (637 €/hl) pour du barsac ou du sauternes.

Les prix dans le commerce sont évidemment bien plus élevés, variant considérablement en fonction du nom du producteur.